# Österreichischer Bauherrenpreis 1997
Mit dem Österreichischen Bauherrenpreis der Zentralvereinigung der Architekten Österreichs wurden im Jahr 1997 die folgenden Projekte ausgezeichnet:
| Realisierung                               | Bauherr | Planer                             |
| ------------------------------------------ | --- | ---------------------------------- |
| Semper-Depot in Wien                       | | Carl Pruscha / S. Müller           |
| ReSowi-Zentrum in Graz                     | BIG-Bundesimmobiliengesellschaft, Dir. H. Chromy, Dir. G. Buresch                                                                     | Günther Domenig, Hermann Eisenköck |
| Heizkraftwerk Wien-Süd                     | Fernwärme Wien GesmbH, Dir. E. Haider, Dir. A. Wischinka                                                                              | Martin Kohlbauer                   |
| Trafik Knoll in Vöcklabruck                | N. Knoll | H.-P. Müller                       |
| Doppelwohnhaus in Bregenz                  | I. und St. Hoch | C. u. E. Riedmann / W. Unterrainer |
| Freizeitpark in Zell am Ziller             | Freizeitpark Zell GesmbH, Bürgermeister W. Amor, W. Strasser                                                                          | Helmut Reitter                     |
| Kindergarten und Pfarrzentrum              | Pfarrgemeinde Graz-Straßgang mit Pfarrer Ch. Leibnitz                                                                                 | G. Moosbrugger                     |
| Wohnbebauung ›Roter Laubfrosch‹ in Bürmoos | Duswald Wohnbau GmbH & CO KG mit O. Duswald                                                                                           | Splitterwerk                       |
| Kunsthaus Bregenz                          | Vorarlberger Landesregierung mit Landesrat Hubert Gorbach und Landesstatthalter Hans-Peter Bischof                                    | Peter Zumthor                      |
| Seniorenzentrum Zams-Schönwies             | Verband Seniorenzentrum Zams-Schönwies mit Obmann Bürgermeister Günther Platter und Obmannstellvertreter Bürgermeister Wolfgang Rundl | Johann Obermoser                   |